# Kaardertjes
Kaardertjes (Dictynidae) zijn een familie van spinnen met een cribellum of zeefplaatje waarmee zeer fijne spindraden gemaakt kunnen worden. Spindraden worden ook met behulp van de spintepels gemaakt.
Een door een cribellum geproduceerd web (een cribellaat) bevat geen kleefstof zoals dat wel het geval is bij de meeste ecribellate webbouwers.
Om een prooi te vangen maken de spinnen in de familie gebruik van 1 of 2 evenwijdige draden waaromheen een draaiende draad en heel veel woldraadjes zijn aangebracht. De prooi raakt in deze woldraadjes verstrikt waarna de spin in een van de poten bijt. Door de beet in de poot zal het gif trager werken dan bij een beet in het lichaam. Door de werking van de woldraadjes is het echter vrijwel onmogelijk voor de prooi om te ontsnappen.
De familie van de kaardertjes telt 563 soorten verdeeld over 48 geslachten.

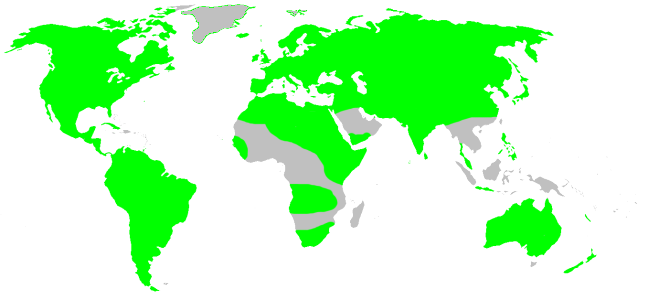
Geografische verspreiding van de familie Dictynidae

## Geslachten
- Adenodictyna Ono, 2008
- Aebutina Simon, 1892
- Ajmonia Caporiacco, 1934
- Altella Simon, 1885
- Anaxibia Thorell, 1898
- Arangina Lehtinen, 1967
- Archaeodictyna Caporiacco, 1928
- Arctella Holm, 1945
- Argenna Thorell, 1870
- Argennina Gertsch & Mulaik, 1936
- Argyroneta Latreille, 1804
- Atelolathys Simon, 1892
- Banaidja Lehtinen, 1967
- Bannaella Zhang & Li, 2011
- Brigittea Lehtinen, 1967
- Callevophthalmus Simon, 1906
- Chaerea Simon, 1885
- Clitistes Simon, 1902
- Devade Simon, 1885
- Dictyna Sundevall, 1833
- Dictynomorpha Spassky, 1939
- Emblyna Chamberlin, 1948
- Hackmania Lehtinen, 1967
- Helenactyna Benoit, 1977
- Hoplolathys Caporiacco, 1947
- Iviella Lehtinen, 1967
- Kharitonovia Esyunin, Zamani & Tuneva, 2017
- Langlibaitiao Lin & Li, 2024
- Lathys Simon, 1885
- Mallos O. Pickard-Cambridge, 1902
- Marilynia Lehtinen, 1967
- Mashimo Lehtinen, 1967
- Mexitlia Lehtinen, 1967
- Mizaga Simon, 1898
- Myanmardictyna Wunderlich, 2017
- Nigma Lehtinen, 1967
- Paradictyna Forster, 1970
- Paratheuma Bryant, 1940
- Penangodyna Wunderlich, 1995
- Phantyna Chamberlin, 1948
- Qiyunia Song & Xu, 1989
- Rhion O. Pickard-Cambridge, 1871
- Saltonia Chamberlin & Ivie, 1942
- Scotolathys Simon, 1885
- Shango Lehtinen, 1967
- Sudesna Lehtinen, 1967
- Tahuantina Lehtinen, 1967
- Tandil Mello-Leitão, 1940
- Thallumetus Simon, 1893
- Tivyna Chamberlin, 1948
- Tricholathys Chamberlin & Ivie, 1935
- Viridictyna Forster, 1970

## In Nederland waargenomen soorten
- Genus: Argenna
  - Argenna patula – Kwelderkaardertje
  - Argenna subnigra – Bodemkaardertje
- Genus Argyroneta
  - Argyroneta aquatica – Waterspin
- Genus: Brigittea
  - Brigittea civica – Wandkaardertje
  - Brigittea latens – Zwart kaardertje
- Genus: Cicurina
  - Cicurina cicur – Herfststrooiselspin
- Genus: Dictyna
  - Dictyna arundinacea – Heidekaardertje
  - Dictyna major – Noords kaardertje
  - Dictyna pusilla – Bruin kaardertje
  - Dictyna uncinata – Struikkaardertje
- Genus: Lathys
  - Lathys humilis – Dennenkaardertje
- Genus: Nigma
  - Nigma flavescens – Geel kaardertje
  - Nigma walckenaeri – Groen kaardertje